# Jakub Potocki (podkomorzy halicki)
Jakub Potocki herbu Pilawa (ur. ok. 1481, zm. przed 1551) – protoplasta rodu Potockich, podsędek halicki od 1535, następnie podkomorzy halicki od 1543 roku.

## Życiorys
Według epitafium wojował z Moskalami pod rozkazami Floriana Zebrzydowskiego.
Dwukrotnie żonaty: z Katarzyną Jemielniecką (zm. ok. 1544) herbu Poraj, później z Druzjanną Jazłowiecką z Buczacza (jej bratem był Jerzy Jazłowiecki, hetman wielki koronny (bez formalnej nominacji), hetman polny koronny, wojewoda podolski i ruski, kasztelan kamieniecki). Miał dwóch synów: Andrzeja i Mikołaja.
Prawdopodobnie, został pochowany w starej farze buczackiej, gdzie istniała jemu poświęcona tablica pamiątkowa z epitafium w języku łacińskim:

Siste parum, iter percurrens busta Viator perlege, sed maestus Sarmata luge precor Potocius recubat, gentis generosa propago Vandalitium lapidis monte tegente caput, quem Scytha, quem Valachus, quem Turca timebit iniquus. Hune brevis urna capit, pulvis et umbra tenet. Obiit Anno Domini 1551.